# 台徳院霊廟

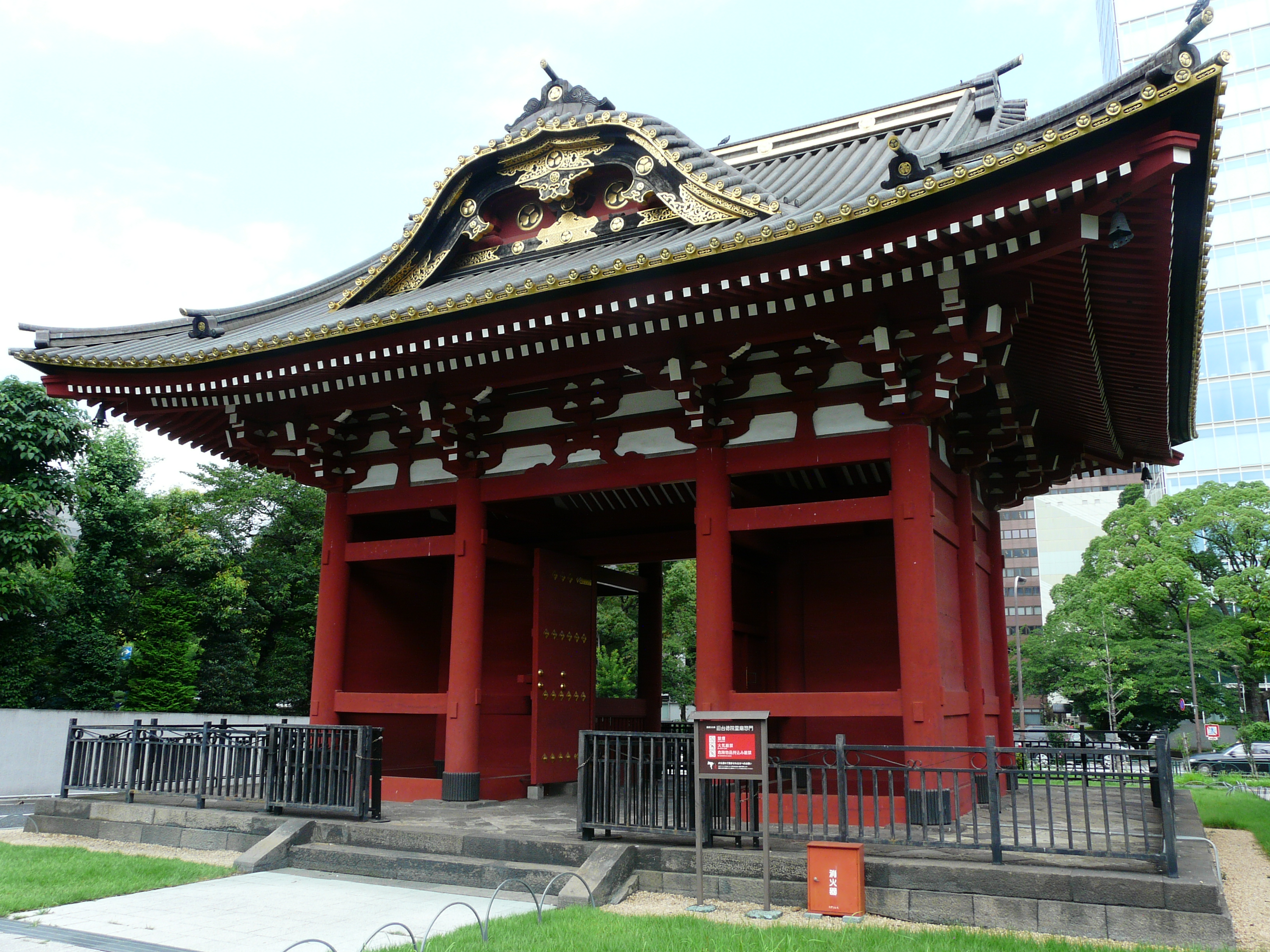
台徳院霊廟惣門（現存、重要文化財）

台徳院霊廟（たいとくいんれいびょう）は、江戸幕府2代将軍徳川秀忠の霊廟建築で、増上寺に造営された。壮大な規模を持ち、江戸時代初期を代表する建造物群であったが、一部の建物を除き、戦災で焼失した。

## 概要
江戸幕府第2代将軍・徳川秀忠は、寛永9年（1632年）正月24日に死去した。同年2月から増上寺境内南側で霊廟の建立が開始され、7月に本殿の上棟式が行われた。霊廟は1930年5月23日、当時の国宝保存法に基づき国宝（現行法の「重要文化財」に相当）に指定された。太平洋戦争末期の1945年5月、東京大空襲で大部分の建物を焼失した。秀忠の墓所は1958年に発掘調査が行われた後改葬されており、現在は増上寺安国殿裏の徳川家墓所に墓塔が建てられている。

## 建造物

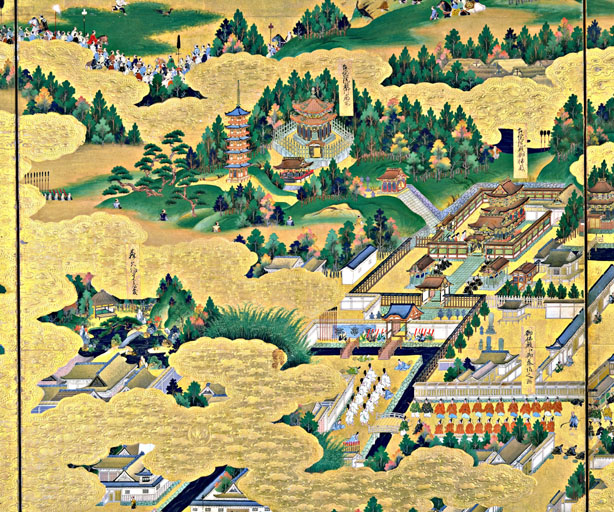
『江戸図屏風』に描かれた台徳院霊廟

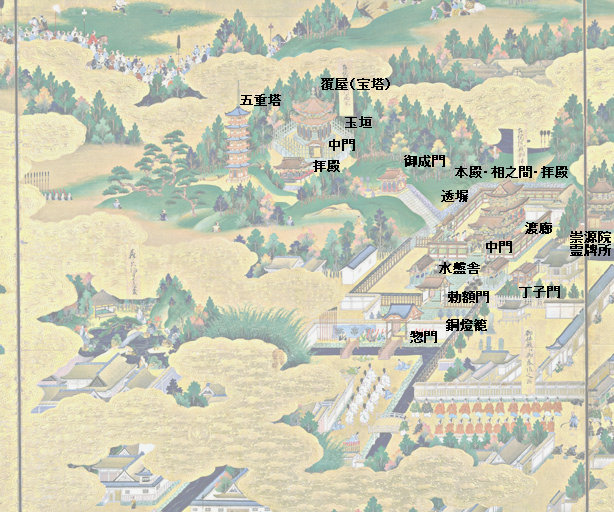
同配置図

以下の建造物が国宝保存法に基づく国宝（現行法の重要文化財に相当）に指定されていた。
建造物は1930年5月23日指定。附（つけたり）指定の銅燈籠は1942年12月22日追加指定。
- 台徳院（徳川秀忠）霊廟
  - 本殿・相之間・拝殿（1棟）
  - 渡廊
  - 中門
  - 透塀
  - 水盤舎 2棟
  - 勅額門
  - 惣門
  - 丁子門
  - 奥院宝塔（木造）
  - 奥院覆屋
  - 奥院中門
  - 奥院玉垣
  - 奥院拝殿
  - 奥院御成門
  - 附:銅燈籠8基

台徳院霊廟は増上寺本堂南側の南御霊屋に東を正面として営まれた。所在地は現在の港区芝公園、ザ・プリンスパークタワー東京の敷地にあたる。霊廟の北には隣接して崇源院（秀忠夫人）霊牌所があった。台徳院霊廟建物群の配置はおおよそ次のようであった（以下、太字は旧国宝建造物）。霊廟の入口には惣門があり、これを入って参道を進むと勅額門がある。勅額門を入って右方には丁子門があり、北隣の崇源院霊牌所との間の仕切門となっていた。勅額門をくぐってさらに参道を進むと、左右に1棟ずつの水盤舎があり、正面が中門である。中門左右から発する透塀が御霊屋を囲む。御霊屋は本殿・相之間・拝殿が一体となった権現造である。本殿の右（北側）に渡廊が接続する。これらの建物群の左方（南方）の小高い場所に奥院（墓所）があり、奥院へ向かう参道の途中に御成門がある。奥院には拝殿、中門、玉垣があり、玉垣で囲まれた内側に、覆屋内に建つ宝塔（墓塔）がある。『江戸図屏風』にはこれらの建築物が位置関係も含めて正確に描写されており、また五重塔もあったことが見て取れる。
霊廟造営にあたっては、総奉行を土井利勝が務め、副奉行の（大工）鈴木長次、木原義久等、棟梁の甲良宗広と宗次父子、平内正信等が造営にあたった。拝殿は桁行五間、梁間三間、入母屋造千鳥破風付で、前面に唐破風造の向拝を設けていた。本殿は方五間、入母屋造。外見は重層に見えるが一重裳階（もこし）付きで、方三間の身舎の周囲に裳階（もこし）をめぐらす。全体に禅宗仏堂風のつくりであるが内部は土間でなく畳敷きとし、宮殿（くうでん）形の厨子を安置する。拝殿・本殿間を桁行四間、梁間一間の相之間でつなぐ。各建物は屋根を銅瓦葺きとし、内外を装飾彫刻、彩色、漆塗等で荘厳する。奥院宝塔は円柱形の塔身の上に宝形屋根を載せた形式の木造塔で、平面八角形で裳階付きの覆屋内に安置される。
台徳院霊廟の古写真

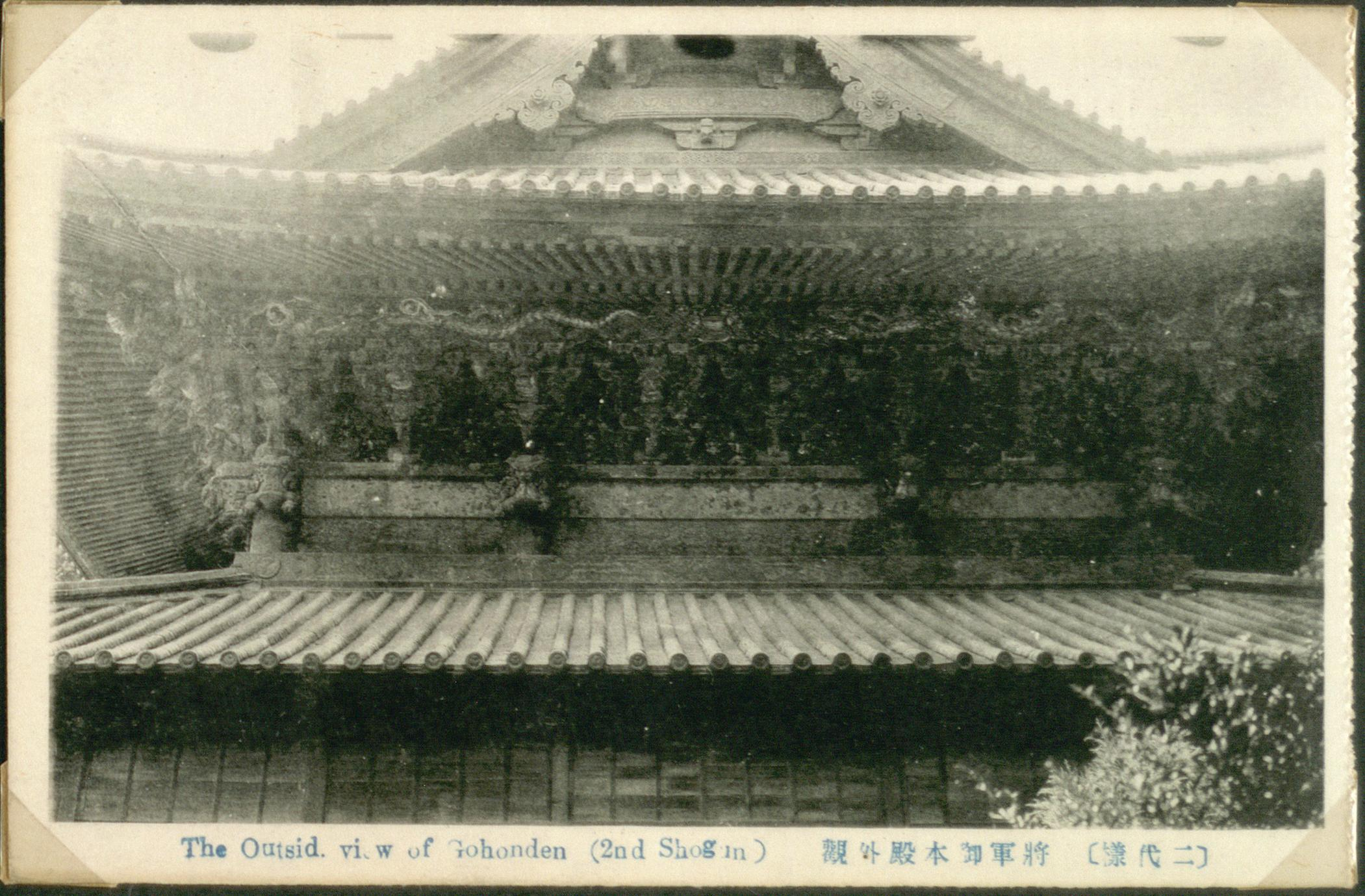
本殿（焼失）
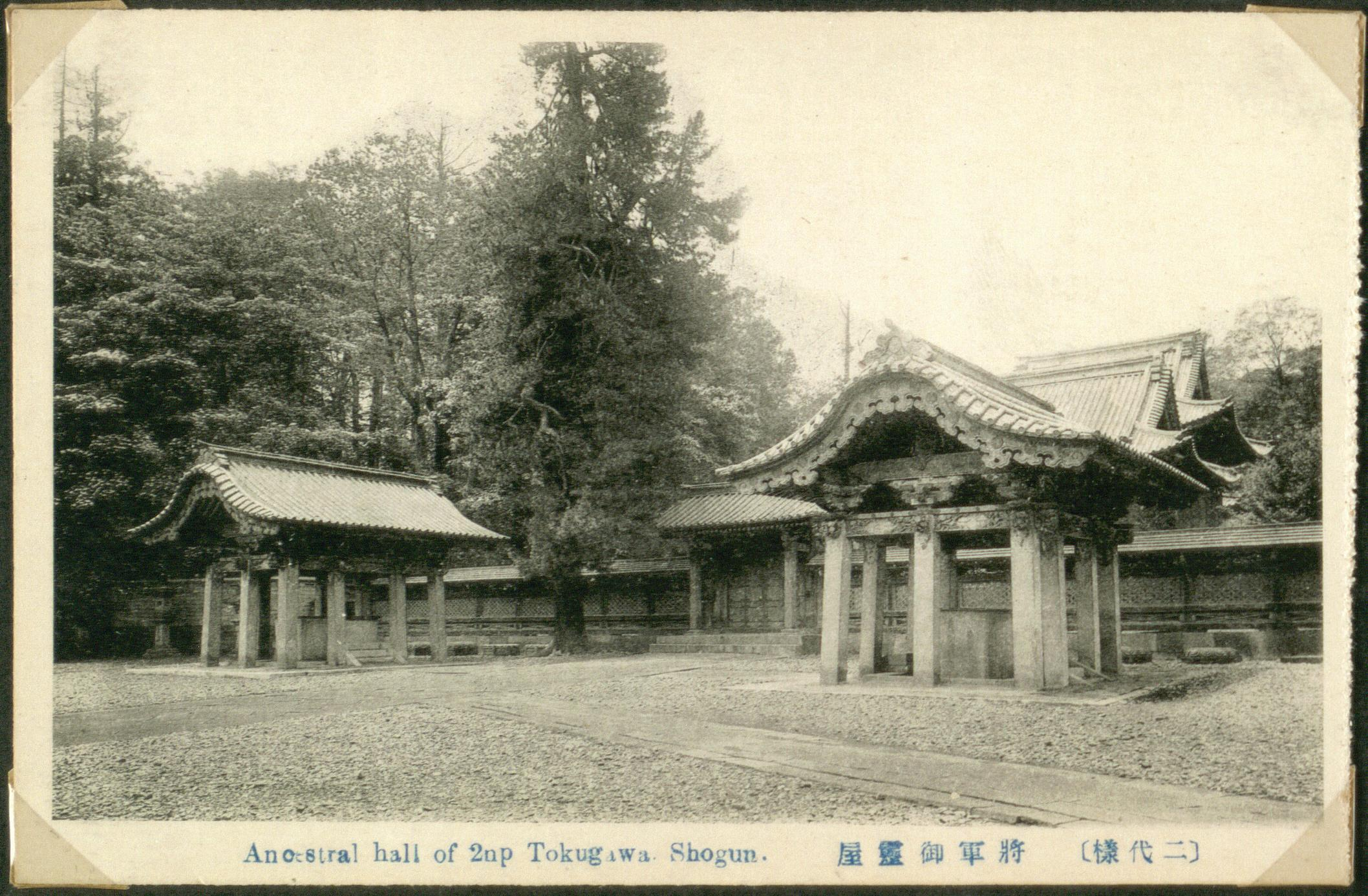
左右水盤舎（焼失）
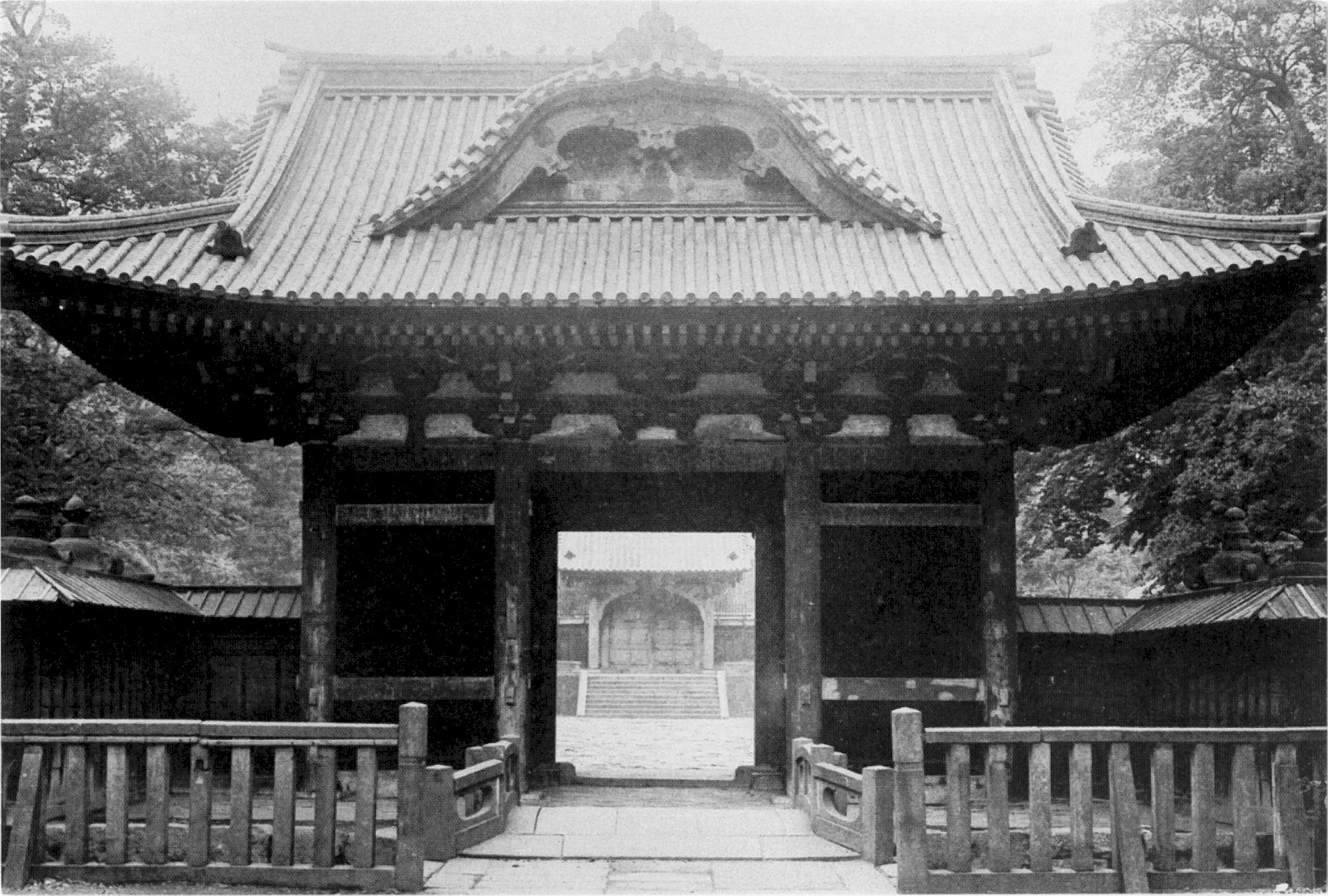
惣門（現存）
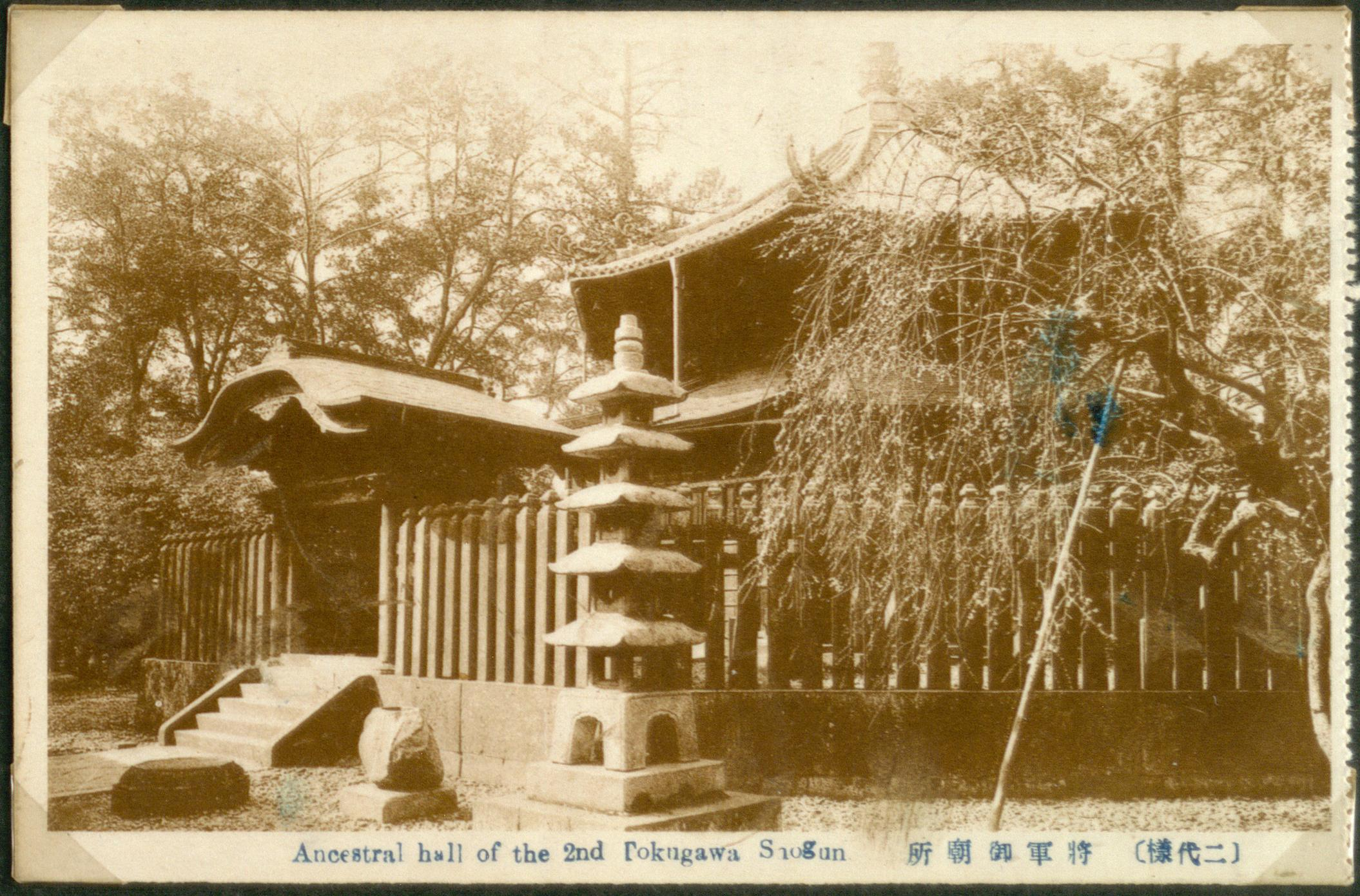
奥院中門・宝塔覆屋（焼失）
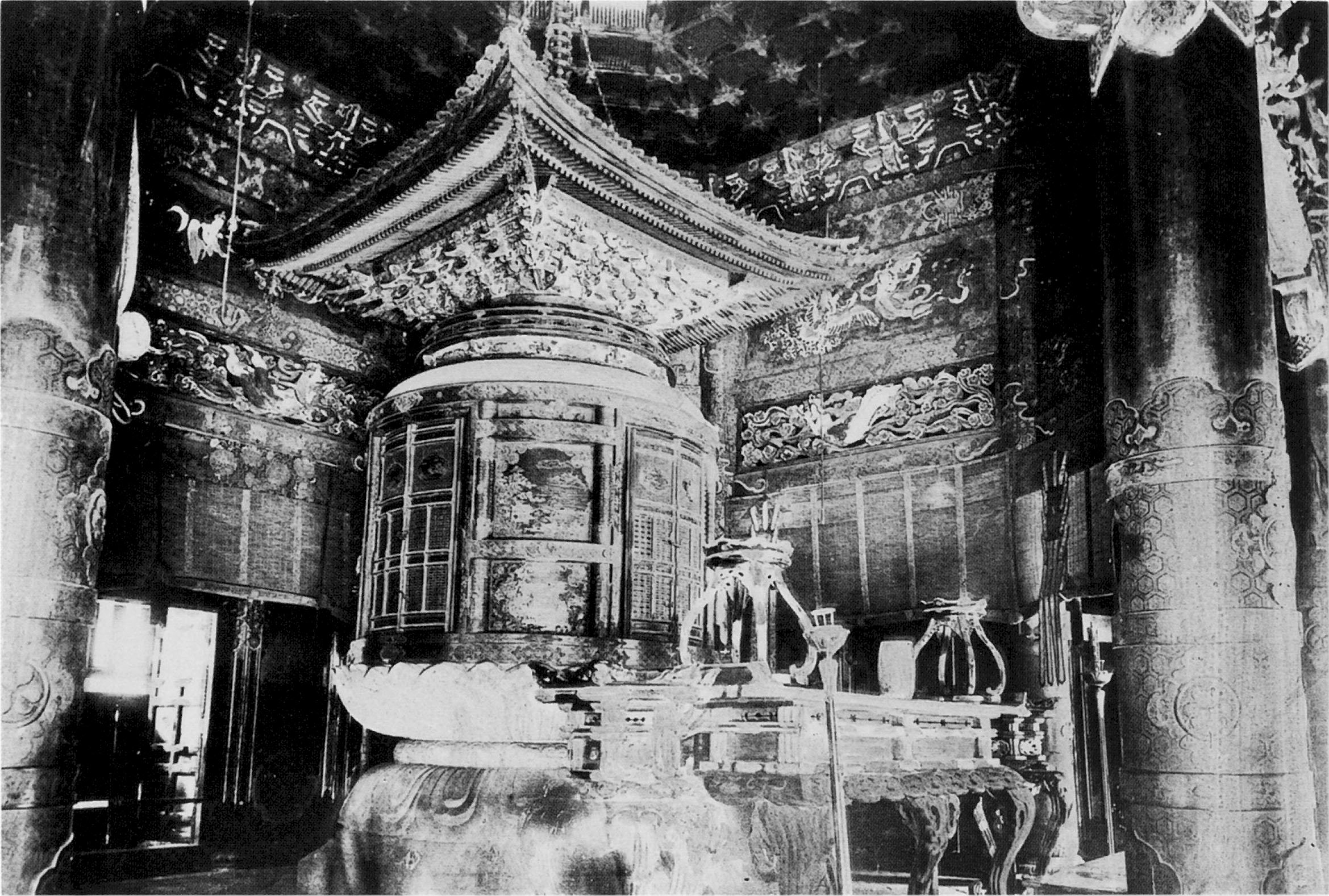
奥院宝塔（焼失）

## 戦災被害とその後の変遷
霊廟は1945年5月25日に空襲に遭い、旧国宝指定物件の15棟のうち、惣門、勅額門、丁子門、御成門、奥院玉垣を除く10棟と附指定の銅燈籠8基が焼失した。これら焼失物件は、1949年10月13日の官報告示で正式に指定解除された。なお、奥院玉垣は焼失物件ではないが、焼失した他の物件とともに指定解除された。
焼け残った惣門、勅額門、丁子門、御成門の4棟は1950年の文化財保護法施行後は重要文化財となっている。勅額門、丁子門、御成門の3棟は1960年に埼玉県所沢市上山口のユネスコ村（現在は狭山不動尊）に移築され、惣門のみが芝公園に残っている。

## 現存建造物

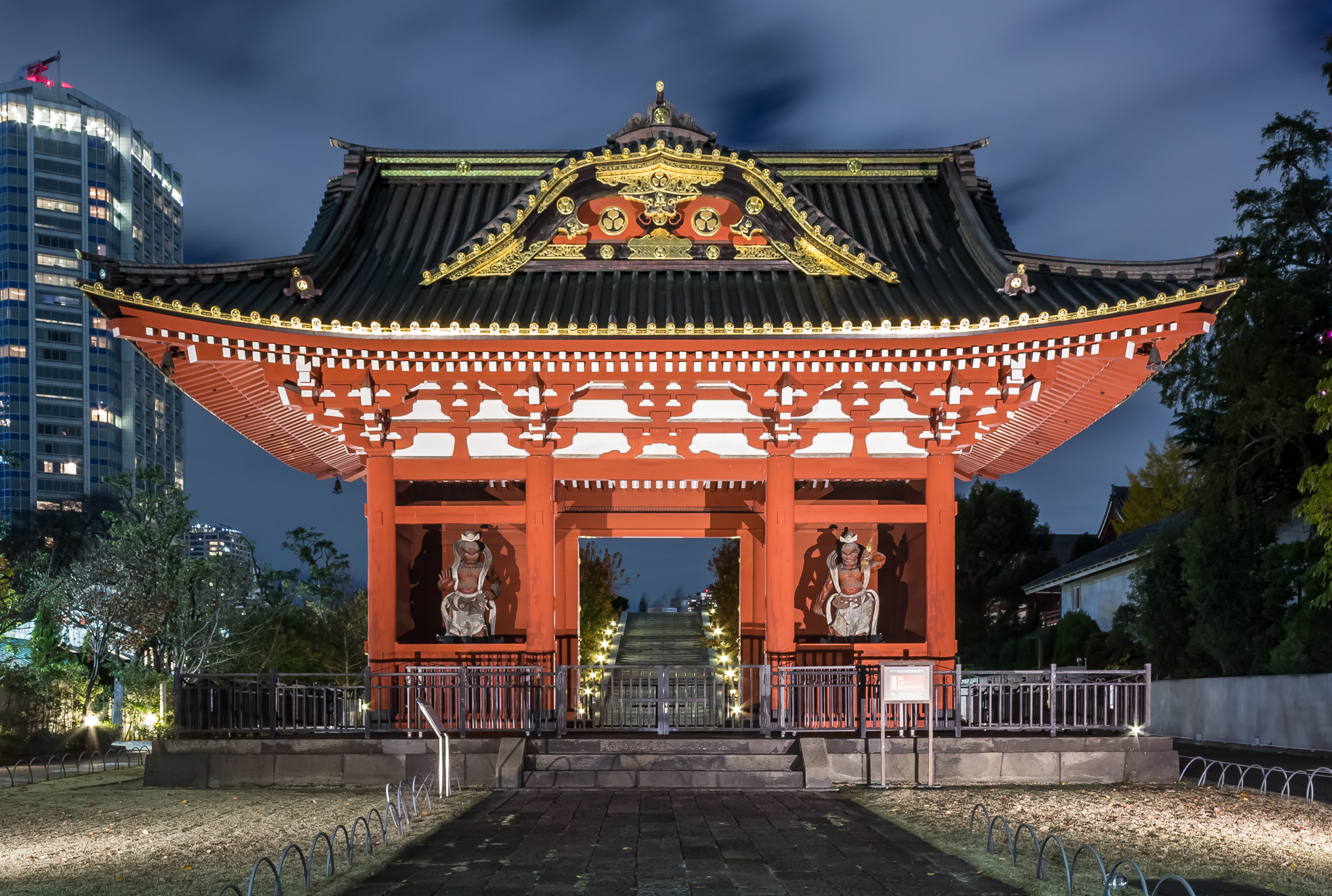
ライトアップされた台徳院霊廟惣門

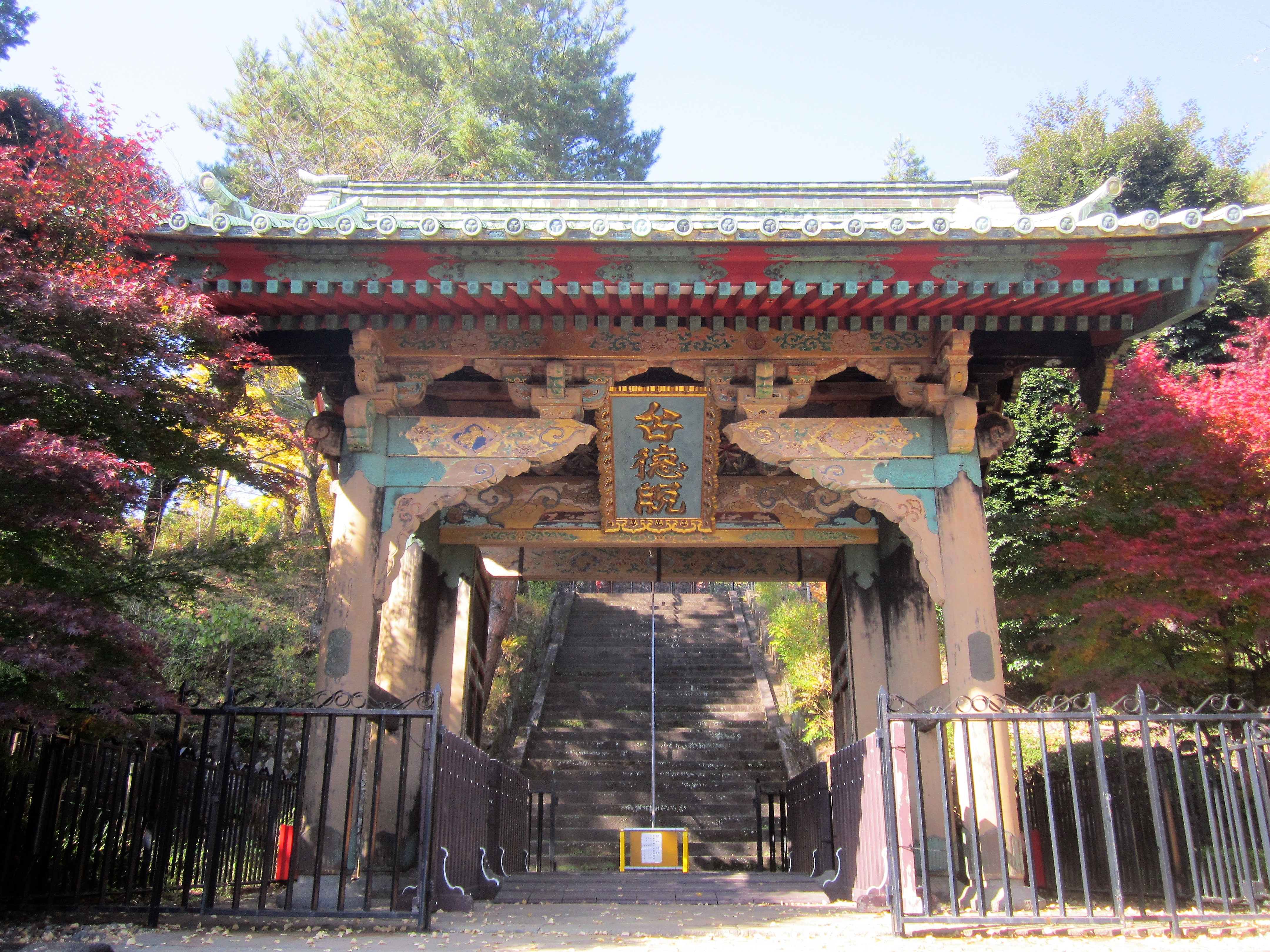
移築された勅額門

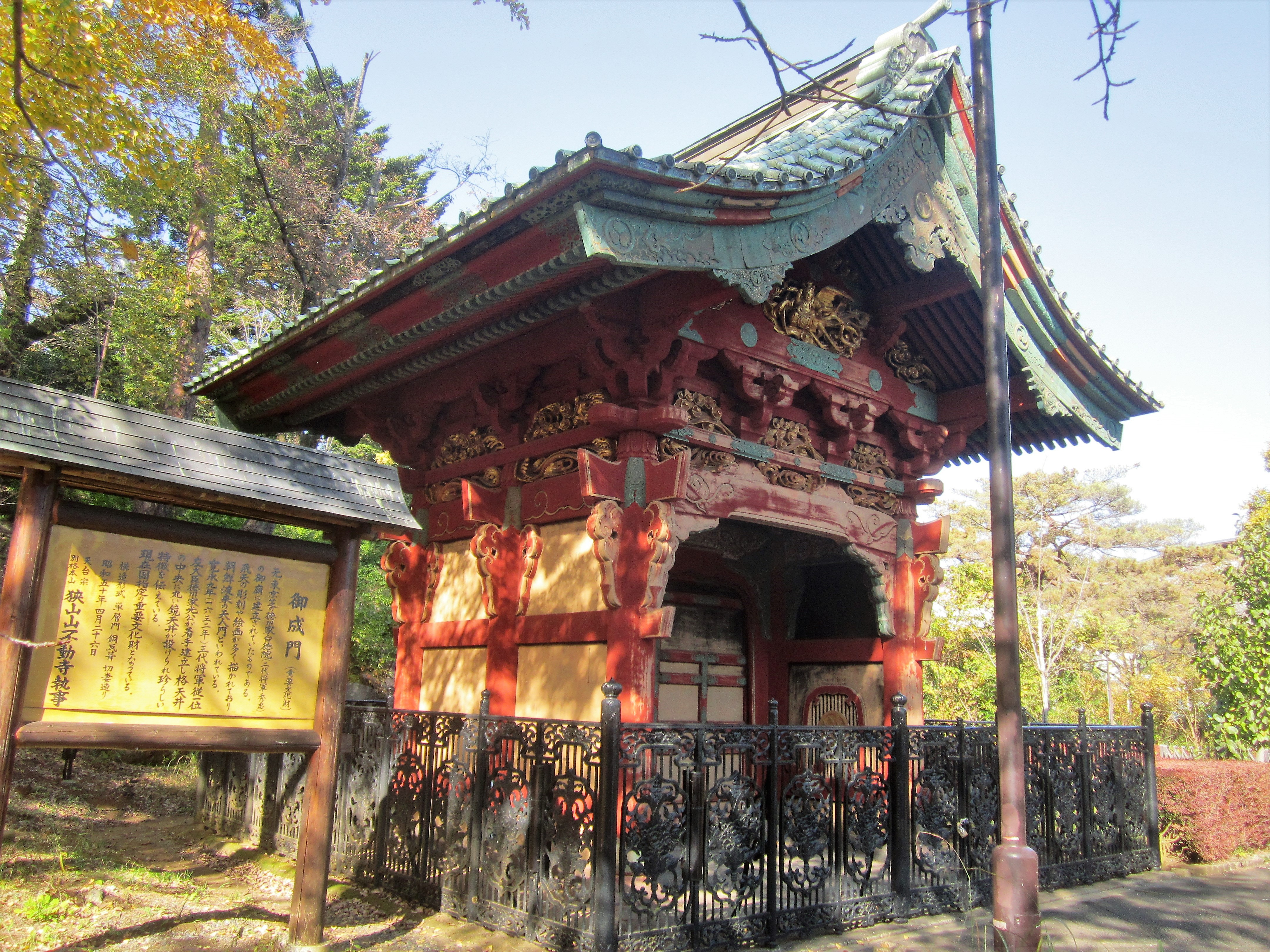
移築された御成門

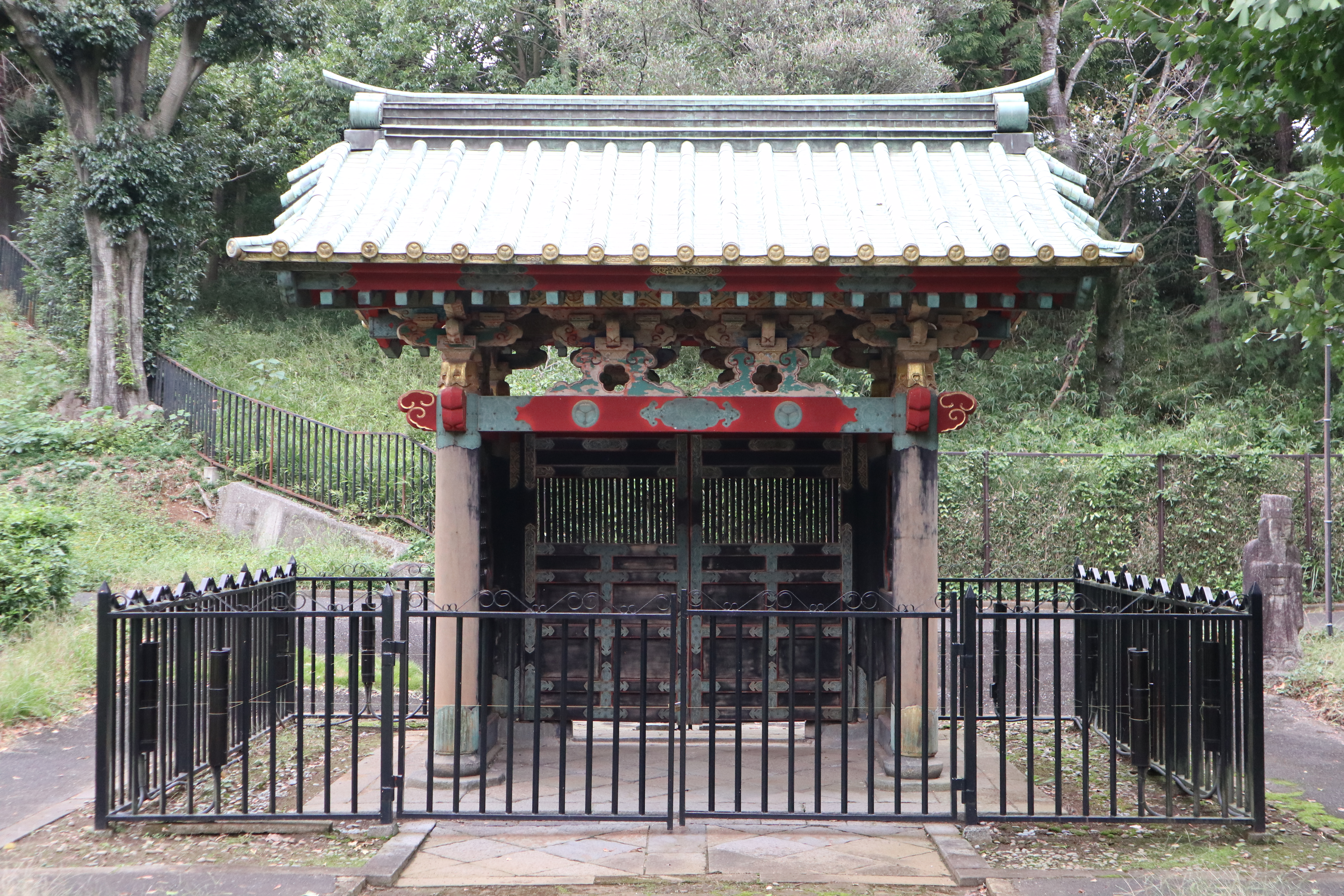
移築された丁子門

- 惣門 - 入母屋造八脚門。芝公園内、ザ・プリンスパークタワー東京の入口に建つ。建立当初は現在地より西寄りにあり、1959年に45メートル東方へ曳家された。入母屋造八脚門で、全体を朱塗とし、装飾的要素のない簡素な門である。徳川家霊廟では、奥にある建物ほど華美な装飾が施されるようになっていた[8]。門内に安置する金剛力士（仁王）像はもと埼玉県川口市の西福寺にあったもので1948年に浅草寺に譲渡され、さらに1958年頃に現在の惣門に移された[9]。
- 勅額門 - 1960年、埼玉県所沢市に移築。切妻造四脚門。
- 丁子門 - 1960年、埼玉県所沢市に移築。一間平唐門で、北隣の崇源院（秀忠夫人）霊牌所への通用門であった。
- 御成門 - 1960年、埼玉県所沢市に移築。切妻造妻入で、桁行2間、梁間1間とする。切妻造で妻入（屋根の破風のある側を入口とする）の門は珍しい。内部天井は格天井の中央部を円形の鏡天井とし天人像を描くことから「天人門」の別称がある。

以上4棟は国の重要文化財に指定されている（1930年5月23日指定）。なお、4棟のうち3棟が移築されたことに伴い、1963年の官報告示で、「旧台徳院霊廟惣門」「旧台徳院霊廟勅額門、丁子門及び御成門」の2件の重要文化財に分割された。4棟とも所有者は個人である。

## 台徳院霊廟模型
- 霊廟の建築群はほぼ失われたが、東京市が日英博覧会のために制作した建築模型（縮尺1/10、幅3.6m×奥行5.4m×高さ1.8m）が現存している[12]。博覧会で出品された後、1936年まで王立植物園（キューガーデン）で公開され、その後、解体されて王室コレクション倉庫に保管されていた。徳川家康没後400年を機に英国から長期貸与の形で日本に里帰りすることが決まり、2014年、日本に到着後修復が行われた。2015年4月2日より増上寺宝物展示室で展示されている[13][14]。